# エゾギク
エゾギク（蝦夷菊、学名：Callistephus chinensis　英名：China aster）は、キク科の園芸植物である。かつてはシオン属 Aster に分類されていたため、一般にアスターと呼ばれているが、現在では1種だけでエゾギク属 Callistephus に分類される。

## 概要
中国東北部からシベリア原産の半耐寒性一年草で、草丈は30-100cmに達する。茎は直立し、葉は柄があり、長楕円形で互生、茎・葉共に白い毛が生えている。野生、栽培問わずに自由に交雑する。18世紀に原産地の中国からフランスに持ち込まれ、その後、アメリカを経由して、日本にも伝わった。ヨーロッパではミカエル祭の頃に開花することから、「ミカエル祭の夜」という別名を持つ。
花は花径3cmくらいの小輪から10cmを超える大輪まであり、頭花は白・ピンク・赤・藍色などがあり、中心の黄色と美しいコントラストをなす物も多い。花の形には、一重咲きと八重咲き、重ねの厚いぽんぽん咲きがあり、管弁のものもある。
日本では江戸時代から改良が進み、日本のエゾギクは欧米でも非常に評価されている。切り花、特に佛花用として栽培されている。中部地方、東北地方、北海道など寒い地方では割合よく育つが、暖地では病気が出やすく栽培しにくい。また、連作障害を起こしやすいので、エゾギクを5年ほど植えていない土地に植える必要がある。

## 栽培
発芽適温は15～20℃で、種蒔きは春まきと秋まきができる。発芽までは風通しの良い直射日光の当たらない場所で土を完全に乾かさないように管理する。発芽したら徐々に日に当てて、徒長を防ぎながらしっかりとした苗に育てる。花期は7月～8月頃。種を採る目的以外、終わった花を早めに摘み取ることが、たくさんの花を咲かせるコツになる。